# Semiramis punctipennis
Semiramis punctipennis är en tvåvingeart som beskrevs av Becker och Stein 1913. Semiramis punctipennis ingår i släktet Semiramis och familjen svävflugor. Inga underarter finns listade i Catalogue of Life.